# バルチック造船所

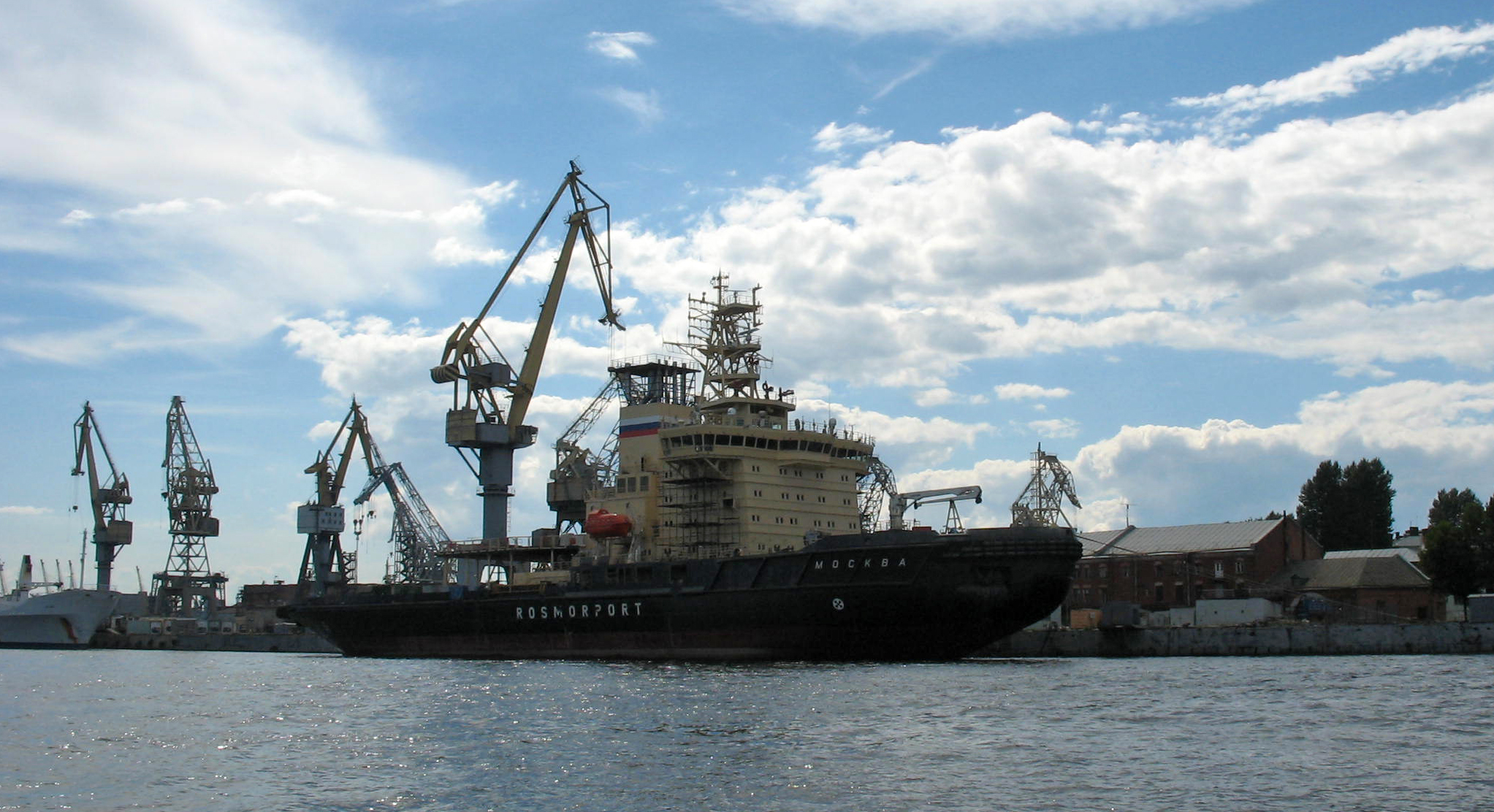
建造の最終段階に入った砕氷船モスクワ (2008年)

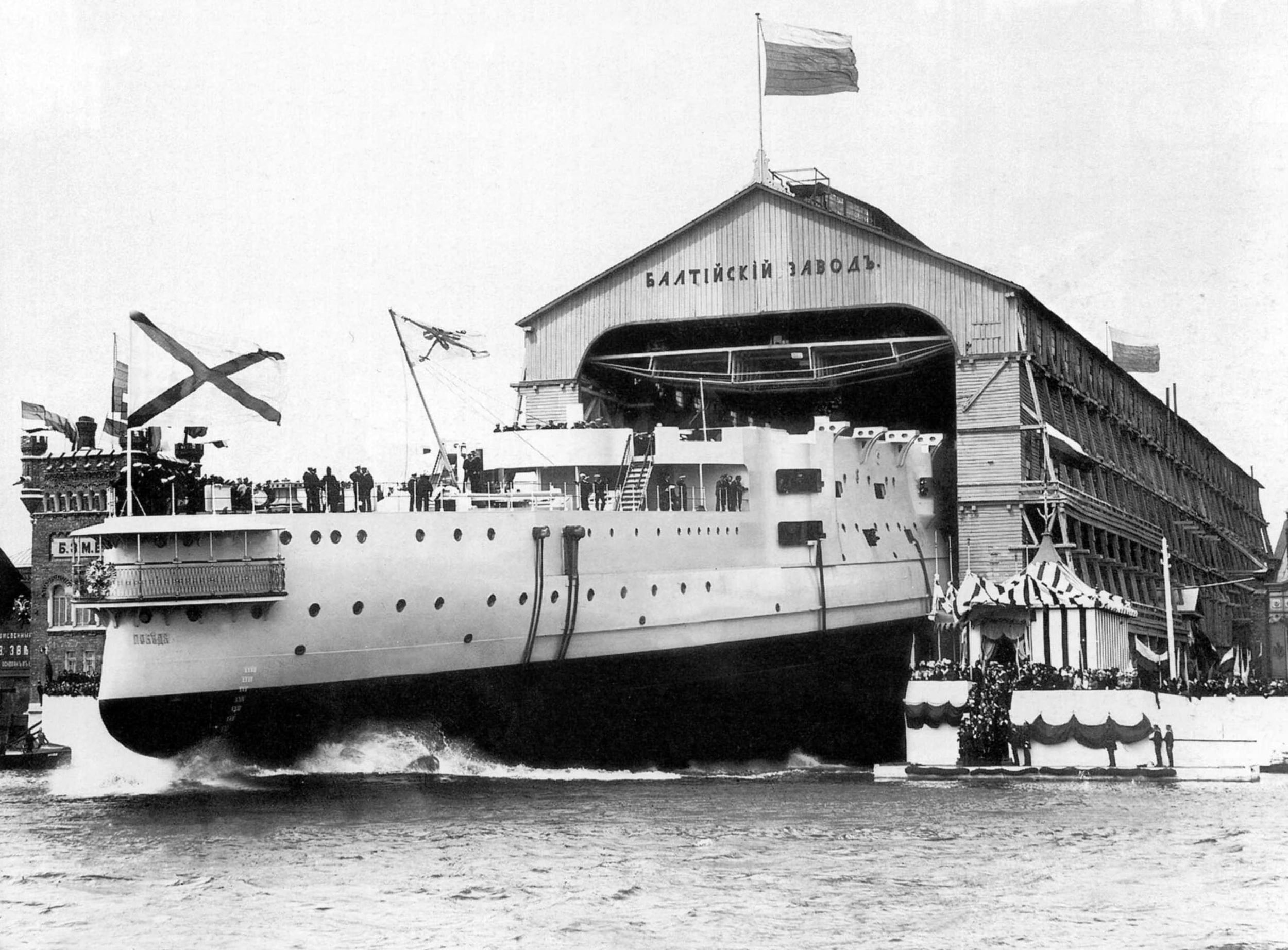
進水する戦艦ポベーダ (1900年5月)

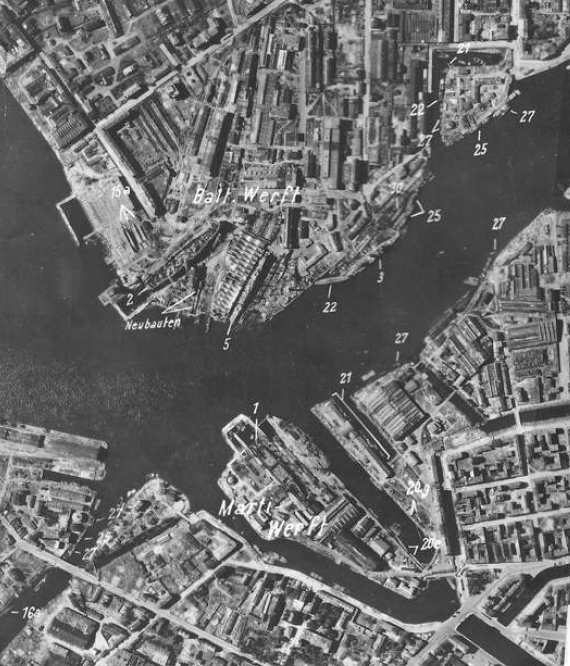
ドイツ空軍の偵察機が撮影したオルジョニキーゼ造船所とマルチ造船所（194造船所）の写真

バルチック造船所 (ロシア語: Балтийский завод имени С. Орджоникидзе)はロシア最古の造船所の一つで、現在は統一造船会社の一部となっている。
サンクトペテルブルクのヴァシレフスキー島南西部に位置し、サンクトペテルブルクで操業中の3つの造船所の一つである。アドミラルティ造船所とともに帝政ロシアの軍艦の大部分やソ連の原子力砕氷船を建造してきた。現在ではバルチック造船所は商船、アドミラルティ造船所はディーゼル潜水艦の建造に特化している。

## 歴史
1856年にサンクトペテルブルグの商人M.カーとスコットランド人 M.L.マクファーソンによりカー・アンド・マクファーソン造船所として創業した。1864年にはウラガン級モニター2隻を建造した。1874年にオクチョムスキー公 (Prince Ochtomski) に売却された
1934年にはオランダのダミー会社 Ingenieurskantoor voor Scheepsbouw を通じてドイツの設計を導入したS型潜水艦の初期型3隻を建造した。ソ連政府は1936年12月30日に造船所の名称をセルゴ・オルジョニキーゼ名称第189工場 (Zavod 189 'im. Sergo Ordzhonikidze') に改称した。